# Konrad Niklewicz
Konrad Niklewicz (ur. 19 grudnia 1975 w Warszawie) – polski dziennikarz prasowy i urzędnik państwowy, w 2011 rzecznik polskiej prezydencji w Radzie Unii Europejskiej, w 2012 podsekretarz stanu w Ministerstwie Rozwoju Regionalnego.

## Życiorys
Absolwent stosunków międzynarodowych na Wydziale Dziennikarstwa i Nauk Politycznych Uniwersytetu Warszawskiego. Odbył szkolenia w paryskich i londyńskich fundacjach dziennikarskich. W 2013 na podstawie pracy pt. Działania informacyjne rządu RP w trakcie polskiego przewodnictwa w Radzie Unii Europejskiej (1 lipca – 31 grudnia 2011 r.). Analiza skuteczności uzyskał na UW stopień doktora nauk społecznych.
Pracę dziennikarską rozpoczął w 1996 w ramach „The Warsaw Voice”. współpracował też z tygodnikiem „Prawo i Życie”. Od 1998 do 2011 był dziennikarzem „Gazety Wyborczej”. Związany głównie z działem gospodarczym. Był korespondentem dziennika w Paryżu (2000–2001) i Brukseli (2005–2007). Zajmował się głównie tematyką Unii Europejskiej, w tym sprawami funduszy europejskich. Wyróżniany nagrodą im. Władysława Grabskiego i Europejskim Piórem Roku 2004 dla dziennikarza ekonomicznego.
Przeszedł następnie do pracy w administracji państwowej. Został rzecznikiem prasowym polskiej prezydencji w Radzie Unii Europejskiej (przypadającej na drugie półrocze 2011) oraz zastępcą dyrektora Centrum Informacyjnego Rządu. 23 stycznia 2012 objął stanowisko podsekretarza stanu w Ministerstwie Rozwoju Regionalnego. Funkcję tę pełnił do 30 listopada tego samego roku. W 2013 został doradcą jednego z sekretarzy stanu w KPRM, później został dyrektorem Instytutu Obywatelskiego. W 2021 wszedł w skład zarządu stołecznej spółki Tramwaje Warszawskie.